# 勝田里奈
勝田 里奈（かつた りな、1998年4月6日 - ）は、日本の歌手、ファッションディレクター、YouTuber。ハロー!プロジェクトの女性アイドルグループ・アンジュルム（旧・スマイレージ）の元メンバー（2期）。元ハロプロエッグ。公式ニックネームは、りなぷ〜。メンバーカラーはオレンジ（2014年12月30日までは黄色）。
東京都出身。血液型A型。アップフロントクリエイト所属。

## 略歴
- 2009年6月7日に開催された『2009 ハロー!プロジェクト新人公演6月 〜中野STEP!〜』において、平野智美と共にハロプロエッグに加わったことが発表された。
- 2011年8月14日、『Hello!Project 2011 SUMMER 〜日本の未来はWOW WOWライブ〜』にて、スマイレージ（現・アンジュルム）のサブメンバーに選出されたことが発表された[2][3]。
- 2011年10月16日、『タチアガール』発売記念イベント内にて、スマイレージの正式メンバー昇格が発表された[4][5]。
- 2017年4月より文化学園大学短期大学部ファッション学科に入学し[6]、2019年3月に卒業した[7]。
- 2019年6月26日、「ファッション関係の仕事に従事したい」という理由のため、同年9月25日のパシフィコ横浜でのコンサートをもってアンジュルムおよびハロー!プロジェクトを卒業することがハロープロジェクトの公式サイトで発表された[8][9][10]。卒業後の芸能活動の継続は未定としていたが[11]、同年9月21日、卒業後は所属事務所を同じアップフロントグループ傘下のジェイピィールームへ移籍し、芸能活動を継続することを公式ブログで表明した[12]。
- 2019年9月25日、パシフィコ横浜 国立大ホールで行われた卒業公演をもってアンジュルムおよびハロー!プロジェクトを卒業[13]。
- 2019年10月1日、M-line clubへの加入が発表された[14]。
- 2023年1月1日、所属事務所をジェイピィールームからアップフロントクリエイトへ移籍。

## 人物
- プロデューサーのつんく♂から「顔が小さく全体のバランス良い」「キャラもおっとり歌も萌え」と評される[15]。
- 特技は変顔、ものまね、側転、倒立前転。好きな食べ物はチーズ イン ハンバーグ、パスタ、カレー。好きな動物は犬、ねこ、トラ、レッサーパンダ[16]。
- スマイレージ時代のキャッチフレーズは「365日笑顔ガール！」。
- イチゴモンスターとあだ名が付くぐらいイチゴが好きである[17]。
- あこがれの先輩に道重さゆみと夏焼雅を挙げている[18][19]。
- メンバーやファンから省エネと言われている[20]。
- 竹内朱莉からは、メンバーのみならずファンに対してもよく毒を吐くと言われている。

### 家族・交友
- 「ププ」と「クラン」という名前の愛犬がいる(メス、ポメラニアン)[21][22]。
- 夏焼雅とはプライベートで遊び、「みやちゃん」と呼ぶ仲[23]。

## 作品

### 音楽

#### 参加作品
| アーティスト | 発売日        | タイトル   | 規格品番 | 参加楽曲                                | 備考                                     |
| ------------ | ------------- | ---------- | -------- | --------------------------------------- | ---------------------------------------- |
| THE☆FUNKS    | 2022年3月30日 | 愛の12星座 | GXC-0001 | 「カクゴして feat. 和田彩花・勝田里奈」 | 和田彩花と共にゲストボーカルとして参加。 |

### 映像作品
- Rina to Rina（2014年1月29日、アップフロントワークス） - e-Hello!（イーハロ）シリーズ（e-LineUP!期間限定販売）[25]

## 出演

### テレビ番組
- アンジュルム竹内朱莉デビュー10周年記念特番〜朝まで生竹内!〜（2021年8月12日、BSスカパー!） - 第1部ゲスト

### 舞台
- 2010年秋季エッグ研修発表会〜女優宣言〜（2010年10月1日、時事通信ホール）[26]
- 劇団ゲキハロ第13回公演 「我らジャンヌ 〜少女聖戦歌劇〜」（2013年9月6日 - 16日、サンシャイン劇場 / 22日・23日、シアターBRAVA!） - タチアナ 役（TRUTH）、ハロルド 役（REVERSE）
- 演劇女子部 ミュージカル「LILIUM-リリウム 少女純潔歌劇-」（2014年6月5日 - 15日、サンシャイン劇場 / 20日・21日、森ノ宮ピロティホール） - ナスターシャム 役
- 演劇女子部 S/mileage's JUKEBOX MUSICAL 「SMILE FANTASY!」（2014年10月4日 - 13日、全労済ホール/スペース・ゼロ） - 勝田里奈 役
- 演劇女子部「MODE」（2016年10月1日 - 10日、全労済ホール/スペース・ゼロ） - 三田愛子 役
- 演劇女子部「夢見るテレビジョン」（2017年10月5日 - 15日、全労済ホール/スペース・ゼロ） - 早乙女邦彦 役
- 演劇女子部 全労済ホール/スペース・ゼロ提携公演「アタックNo.1」（2018年11月29日 - 12月9日、全労済ホール/スペース・ゼロ） - 鮎原瞳 役

### コンサート
- 2009 ハロー!プロジェクト新人公演 6月 〜中野STEP!〜（2009年6月7日、中野サンプラザ）[27]
- 2009 ハロー!プロジェクト新人公演 9月 〜横浜JUMP!〜（2009年9月23日、横浜BLITZ）[28]
- 2009 ハロー!プロジェクト新人公演 11月 〜横浜FIRE!〜（2009年11月23日、横浜BLITZ）[29]
- 2010 ハロー!プロジェクト新人公演 3月 〜横浜GOLD!〜（2010年3月27日、横浜BLITZ）[30]
- 2010 ハロー!プロジェクト新人公演 6月 〜横浜HOP!〜（2010年6月5日、横浜BLITZ）[31]
- 2010 ハロー!プロジェクト新人公演 9月 〜横浜STEP!〜（2010年9月5日、横浜BLITZ）[32]
- 2010 ハロー!プロジェクト新人公演 11月 〜横浜JUMP!〜（2010年11月28日、横浜BLITZ）[33]
- ハロプロ エッグ 2011 発表会〜9月の生タマゴShow!〜（2011年9月11日、横浜BLITZ）[34][35]
- Hello! Project Year-End Party 2021 〜GOOD BYE & HELLO ! 〜（2021年12月30日、中野サンプラザ）[36] - 2部ゲスト出演
- Hello! Project Year-End Party 2022 〜GOOD BYE & HELLO!〜（2022年12月30日、中野サンプラザ）[37] - MC
- M-line Special 2023 〜Magical Wish〜（2023年5月4日・5日、横浜ランドマークホール。各日昼夜2公演） - ゲスト出演
- Hello! Project 25th ANNIVERSARY CONCERT「ALL FOR ONE & ONE FOR ALL!」ACT II（2023年9月10日、国立代々木競技場 第一体育館）[38]
- Hello! Project Year-End Party 2023 〜GOOD BYE & HELLO ! 〜（2023年12月31日、オリックス劇場） - MC

### イベント
- ハロプロエッグ 汐留AXイベント（2011年6月19日、汐留AX）[39][40]
- Hello! Project 25周年 モーニング娘。2期 保田圭・矢口真里Presents「2(に)」（2023年5月26日、I'M A SHOW）[41]

## 書籍
- ANGERME RINA FASHION TOOL Petunia ― 勝田里奈編集長と12人のアンジュルム（2019年9月25日、主婦の友社）ISBN 978-4074373468

### 写真集
- FLOWERING（2023年4月6日、イマジカインフォス、撮影：大辻隆広）[42][43]

### 電子書籍
- 【私服グラビア】勝田里奈（アンジュルム）Daily LoGiRL 470（2016年5月1日、LoGiRL、撮影：石垣星児）[44]

### 雑誌連載
- mina「R Fashion Tool」（2019年1月号 - 、主婦の友社）[45]

## 参加ユニット
- スマイレージ→アンジュルム（2011年 - 2019年）
- シャッフルユニット
  - ハロー!プロジェクト モベキマス（2011年）
  - ハロプロ・オールスターズ（2018年 - 2019年）
- SATOYAMA SATOUMI movement[46]
  - さとのあかり（佐藤優樹・植村あかり・勝田里奈 2014年 - 2019年）[47]